# Yvonne Hardt
Yvonne Hardt (geb. 1974 in Berlin) ist eine deutsche Tänzerin, Tanzwissenschaftlerin und Professorin an der Hochschule für Musik und Tanz.

## Leben  und Wirken
Yvonne Hardt studierte Theaterwissenschaft und Geschichte in Berlin und Montreal (Kanada). Sie promovierte am Graduiertenkolleg „Körper-Inszenierungen“ der Freien Universität Berlin zu den politischen Dimensionen des modernen Tanzes in der Weimarer Republik.
Von 2003 bis 2008 arbeitete sie als wissenschaftliche Mitarbeiterin am Institut für Theaterwissenschaft der Freien Universität Berlin. Sie war zudem Gastprofessorin an der Université de Nice Sophia-Antipolis in Nizza und Assistant Professor für Tanz, Choreografie und Tanzstudien an der University of California, Berkeley. Seit 2009 ist sie Professorin für Tanzwissenschaft und Choreographie an der Hochschule für Musik und Tanz Köln.
Hardt leitet im vom Bundesministerium für Bildung und Forschung geförderten Verbundforschungsprojekt „Kulturelle Bildung durch Tanz“, das Kölner Teilprojekt zur „Entwicklung eines methodischen Leitfaden zur Analyse von Vermittlungskonstellationen im zeitgenössischen Tanz.“  Zudem arbeitet sie an einem Forschungsvorhaben, das aus Fragen der kulturellen Bildung vor allem Dimensionen der Diversity und Inklusion in den Fokus rücken wird.
Neben ihrer Forschung und Lehre an der Hochschule für Musik und Tanz Köln entwickelt sie mit Studierenden Tanzproduktionen und fungiert als Mentor choreographischer Arbeiten.
Über 10 Jahre lang leitete Yvonne Hardt die Tanzkompanie BodyAttacksWord (BAW), für die sie zahlreiche Produktionen erarbeitet hat. In diesen Arbeiten erforschte sie auf vielfältige Weise die Beziehung zwischen Tanz und anderen künstlerischen Medien, unter anderem Literatur, Film und Architektur.
Hardt ist Mitglied des Beirates des Deutschen Tanzarchiv Köln.

## Forschungsinteressen
- Methodische und methodologische Weiterentwicklung der Tanzwissenschaft als eine interdisziplinäre und an der Diversität der Praxis orientierten Disziplin, insbesondere praxeologische Perspektiven
- kritische historische und historiographische Forschung, unter anderem mit einem Schwerpunkt auf Modi eines Performing History
- (identitäts)politische Dimensionen von Tanz (u. a. Gender-, Diversity, Institutionskritik)
- Wissen- und Vermittlungskulturen im Tanz (u. a. Tanztechniken, Kulturelle Bildung, Artistic Research) und deren Entwicklung in digitalen Formaten
- Tanz im Zusammenspiel von Medien und/oder Site-Specific Art/Raum/Architektur

## Publikationen (Auswahl)

### Herausgeberschaften
- mit Martin Stein: Choreographie und Institution. Zeitgenössischer Tanz zwischen Ästhetik, Produktion und Vermittlung. transcript, Bielefeld 2011, ISBN 978-3-8376-1923-2.

- mit Martin Stein: Körper-Feedback–Bildung. Modi und Konstellationen tänzerischer Wissen- und Vermittlungspraxis. kopaed, München 2019, ISBN 978-3-86736-524-6.

- mit Sevi Bayraktar, Mariama Diagne et al.: Tanzen / Teilen. Sharing /Dancing. Jahrbuch der Gesellschaft für Tanzforschung. transcript, Bielefeld 2022, ISBN 978-3-8376-6237-5.

### Aufsätze und Artikel
- Lexikoneinträge „Choreographie“; „Sasha Waltz“; „Körper“; „Dore Hoyer“ u. a. In: Annette Hartmann, Monika Woitas (Hrsg.): Das große Tanzlexikon. Tanzkulturen Epochen Personen Werke. Laaber 2016.
- mit Svenja Konowalczyk, Claudia Steinberg, Esther Pürgstaller, Nils Neuber, Martin Stein: Kulturelle Bildung in bildungsbenachteiligten Milieus. Eine empirische Untersuchung zur Wirkung von Tanz- und Bewegungstheaterangeboten in der Ganztagsgrundschule. In: Diskurs Kindheits- und Jugendforschung, Heft 2-2018, S. 179–190, doi:10.3224/diskurs.v13i2.04
- Choreographierte Körper-Gefüge: Zur Hervorbringung und Analyse von Pluralität von Körperlichkeit im Tanz. In: N. Eger/, A. Klinge (Hrsg.): Wie viel Körper braucht die kulturelle Bildung? München: Kopaed 2020, S. 37–48. (online)
- Producing Memory in Dance Education – on technique, canons and institutional powers. In: M. Madeira, S. Franco (Hrsg.): Handbock on Memory and Dance. Oxford Press, Oxford 2022.